# Togo aux Jeux olympiques d'été de 2020
Le Togo participe aux Jeux olympiques de 2020 à Tokyo au Japon. Il s'agit de sa 11e participation à des Jeux d'été.
Le Comité international olympique autorise à partir de ces Jeux à ce que les délégations présentent deux porte-drapeaux, une femme et un homme, pour la cérémonie d'ouverture. La rameuse Claire Akossiwa Ayivon et le pongiste Kokou Dodji Fanny sont nommés porte-drapeaux de la délégation togolaise.

## Athlètes engagés
| Sport           | Hommes | Femmes | Total |
| --------------- | ------ | ------ | ----- |
| Athlétisme      | 1      | 0      | 1     |
| Aviron          | 0      | 1      | 1     |
| Natation        | 1      | 0      | 1     |
| Tennis de table | 1      | 0      | 1     |
| Total           | 3      | 1      | 4     |

## Résultats

### Athlétisme
Fabrice Dabla bénéficie d'une place au nom de l'universalité des Jeux. 
| Athlète       | Épreuve        | Tour préliminaire | Tour préliminaire | 1er tour    | 1er tour    | Demi-finale | Demi-finale | Finale  | Finale  |
| Athlète       | Épreuve        | Temps             | Rang              | Temps       | Rang        | Temps       | Rang        | Temps   | Rang    |
| ------------- | -------------- | ----------------- | ----------------- | ----------- | ----------- | ----------- | ----------- | ------- | ------- |
| Fabrice Dabla | 100 m masculin | 10 s 57           | 2e                | Disqualifié | Disqualifié | Éliminé     | Éliminé     | Éliminé | Éliminé |

### Aviron
Claire Ayivon a obtenu un quota non-nominatif pour le comité en skiff en finissant deuxième de la finale B lors des championnats africains d'aviron.
Légende: FA = finale A (médaille) ; FB = finale B (pas de médaille) ; FC = finale C (pas de médaille) ; FD = finale D (pas de médaille) ; FE = finale E (pas de médaille) ; FF = finale F (pas de médaille) ; SA/B = demi-finales A/B ; SC/D = demi-finales C/D ; SE/F = demi-finales E/F ; QF = quarts de finale; R= repêchage
| Athlète       | Compétition   | Séries       | Séries | Repêchages                | Repêchages | Quarts de finale | Quarts de finale | Demi-finales           | Demi-finales | Finale                 | Finale |
| Athlète       | Compétition   | Temps        | Rang   | Temps                     | Rang       | Temps            | Rang             | Temps                  | Rang         | Temps                  | Rang   |
| ------------- | ------------- | ------------ | ------ | ------------------------- | ---------- | ---------------- | ---------------- | ---------------------- | ------------ | ---------------------- | ------ |
| Claire Ayivon | Skiff féminin | 8 min 48 s 7 | 5e R   | 1/2 finale 1 9 min 4 s 24 | 4e SE/F    | Non disputé      | Non disputé      | Finale A 9 min 15 s 29 | 4e FF        | Finale A 8 min 44 s 42 | 31e    |

### Natation
Le comité bénéficie de place attribuée au nom de l'universalité des Jeux. 
| Athlète          | Épreuve         | Séries  | Séries | Demi-finales | Demi-finales | Finale  | Finale  |
| Athlète          | Épreuve         | Temps   | Rang   | Temps        | Rang         | Temps   | Rang    |
| ---------------- | --------------- | ------- | ------ | ------------ | ------------ | ------- | ------- |
| Mawupemon Otogbe | 50 m nage libre | 25 s 68 | 57e    | Éliminé      | Éliminé      | Éliminé | Éliminé |

### Tennis de table
La pongiste Kokou Dodji Fanny a obtenu une place tripartite.
| Athlète(s)        | Compétition      | Tour préliminaire | 1er tour           | 2e tour          | 3e tour          | 4e tour          | Quarts de finale | Demi-finales     | Finale           | Finale  |
| Athlète(s)        | Compétition      | Adversaire Score  | Adversaire Score   | Adversaire Score | Adversaire Score | Adversaire Score | Adversaire Score | Adversaire Score | Adversaire Score | Rang    |
| ----------------- | ---------------- | ----------------- | ------------------ | ---------------- | ---------------- | ---------------- | ---------------- | ---------------- | ---------------- | ------- |
| Kokou Dodji Fanny | Simple messieurs | Exempté           | Gaćina Défaite 0-4 | Éliminé          | Éliminé          | Éliminé          | Éliminé          | Éliminé          | Éliminé          | Éliminé |